# Tee Yod: Quỷ ăn tạng 2
Tee Yod: Quỷ ăn tạng 2 (tên tiếng Anh: Death Whisperer 2 hay còn được gọi là Tee Yod 2 (tên tiếng Thái: ธี่หยด 2)) là bộ phim kinh dị siêu nhiên của Thái Lan ra mắt năm 2024 được đạo diễn kiêm đồng biên kịch bởi Taweewat Wanta với sự tham gia diễn xuất chính của Nadech Kugimiya, Denise Jelilcha Kappun, Kajbundit Jaidee, Peerakrit Phacharabunyakiat, Rattanawadee Wongthong, Natcha Nina Jessica Padowan, Arisara Wongchalee và Pramet Noi-am. Đây là phần phim hậu truyện của Tee Yod: Quỷ ăn tạng (2023).

## Nội dung
Năm 1854, Puang, một người lính bị thương trong chiến tranh, gặp ác quỷ mang hình dạng một người phụ nữ mặc đồ đen, người đề nghị giữ anh ta sống để đổi lấy việc làm vật chủ của ả. Sau khi Puang đồng ý, ả rút lưỡi của mình ra và nhét vào miệng anh ta. Con quỷ, được gọi là quỷ ăn tạng, kể từ đó đã kiểm soát Puang và giết nhiều nạn nhân trong nhiều năm.
Năm 1975, ba năm sau khi con quỷ gây ra cái chết của Yam trong phần phim đầu tiên, Yak đã từ bỏ mọi thứ để trở thành một thợ săn quỷ, không ngừng tìm cách truy đuổi quỷ ăn tạng để trả thù cho em gái mình. Anh đi cùng người bạn Sarge, người vẫn còn sống sau khi bị bắn trong phần phim trước. Cuộc săn lùng con quỷ dẫn họ đến Dong Khomot, một khu rừng có nhiều ma quỷ. Họ đi cùng với năm người khác: Luechai, một người đàn ông cũng đã mất các thành viên gia tộc vì quỷ ăn tạng; cháu trai của Luechai là Jirasak và Nawin; Sem, một thầy pháp; và Khom, một người khuân vác. Trong rừng, cả nhóm chạm trán với nhiều ma quỷ. Sem bị giết bởi một con rắn hổ mang chúa chặn đường họ. Jirasak hoảng sợ khi nhìn thấy hồn ma của Sem và nổ súng vào những người còn lại, giết chết Khom trước khi tự bắn vào đầu mình. Nawin bị tách khỏi nhóm và bị một con hổ ma (ma trành) ăn thịt, con hổ này biến thành Nawin để dụ những người còn lại đến chỗ chết.
Chỉ còn lại Yak, Sarge và Luechai. Sáng hôm sau, họ đến căn chòi đổ nát gần một đầm lầy và chạm trán Puang, người vẫn còn sống sau hơn 100 năm vì quỷ ăn tạng đã biến ông ta thành bất tử để đổi lấy việc làm vật chủ của ả. Sau khi làm Sarge bất tỉnh, Puang nói rằng ông ta đã từng cố gắng tiêu diệt con quỷ nhưng nghi lễ đã bị tổ tiên của Luechai phá hỏng khi họ đốt căn chòi của ông ta. Trong nhiều năm, Puang đã trốn tránh con quỷ nhờ một dây bùa hộ mệnh mà ông ta đeo trên cánh tay. Sau khi Luechai chặt đứt cánh tay của Puang, con quỷ xuất hiện, giết Luechai và Puang, và lấy lại lưỡi của ả. Yak cố gắng chiến đấu với con quỷ nhưng ả khiến anh phải tự bắn vào ngực mình, khiến anh gục ngã.
Trong khi đó, gia đình Yak đã chuyển đến một khách sạn để chuẩn bị cho đám cưới của Yad và vị hôn phu Pradit. Con quỷ xuất hiện tại khách sạn và khiến mọi người buồn ngủ với tiếng thì thầm ma quái. Pradit bị điều khiển bởi con quỷ và tấn công bố và em trai của Yak, nhưng họ đã đánh gục anh ta bằng một bức tượng Phật. Trong khi đó, con quỷ chiếm lấy tâm trí của Boonyen và khiến bà săn đuổi Yee bằng một cái cuốc chim. Yee cố gắng trốn thoát khỏi người mẹ bị quỷ ám và hồn ma của Chauy. Yad, người đã bị tách khỏi mẹ và em gái, đã trải qua một ảo ảnh về Yam trước khi cô bị con quỷ tấn công.
Yak và Sarge đột nhiên xuất hiện và chiến đấu với con quỷ. Nhờ giữ một bùa hộ mệnh của Puang nên Yak vẫn còn sống sau vết thương do súng bắn. Bây giờ đeo dây bùa hộ mệnh của Puang, anh vô hình với con quỷ khi chiến đấu với ả. Con quỷ tóm lấy Yad và đe dọa sẽ ném cô ra khỏi cửa sổ, buộc Yak tháo bùa ra và lộ diện. Sau đó, Yak tháo bùa ra, cố gắng cứu Yad và ngăn cản con quỷ. Con quỷ khống chế anh và thè lưỡi ra để bắt anh ăn nó và chịu sự kiểm soát của ả. Ngay lúc đó, Yad, đeo bùa hộ mệnh của Puang, kéo lưỡi của con quỷ ra, cho phép Yak cắt nó và Sarge phá hủy nó. Bị suy yếu khi không có lưỡi, con quỷ bị Yak tiêu diệt, anh đập vào trán ả bằng một bùa takrut và giải thoát tất cả các hồn ma của các nạn nhân dưới sự điều khiển của ả. Cả gia đình Yak đoàn tụ và Yak nhìn thấy hồn ma của Yam đang mỉm cười với mình.

## Diễn viên

### Nhân vật chính
- Nadech Kugimiya thủ vai Yak
- Denise Jelilcha Kappun thủ vai Yad
- Kajbundit Jaidee thủ vai Yos
- Peerakrit Phacharabunyakiat thủ vai Yod
- Natcha Nina Jessica Padowan thủ vai Yee
- Arisara Wongchalee thủ vai Boonyen
- Pramet Noi-am thủ vai Hang
- Ongart Cheamcharoenpornkul thủ vai Trung sĩ Paphan
- Manita Chobchuen thủ vai Người đàn bà áo đen (Linh hồn đen)
- Jampa Saenprom thủ vai Chauy

### Nhân vật mới
- Phiravich Attachitsataporn thủ vai Pradit
- Yasaka Chaisorn thủ vai Puang
- Todsapol Maisuk thủ vai Jirasak
- Sahatchai Chumrum thủ vai Luechai
- Thanatsaran Samthonglai thủ vai Nawin
- Somjai Janmoontree thủ vai Sem
- Hernfa Lannathai thủ vai Khom
- Pantakan Pumthong thủ vai Puang (lúc trẻ)

### Nhân vật khách mời
- Rattanawadee Wongthong thủ vai Yam

## Hậu truyện
Narit Yuwaboon, nhà sản xuất của cả hai phần phim Tee Yod: Quỷ ăn tạng, đã tiết lộ rằng anh đang bắt đầu lên kế hoạch để sản xuất phần phim Tee Yod: Quỷ ăn tạng 3 và kịch bản của phim đang được chấp bút nhưng không thể tiết lộ nội dung. Nam tài tử Nadech Kugimiya sẽ tiếp tục trở lại với vai diễn Yak và ngày dự kiến ra mắt của phim là 8 tháng 10, 2025.